# Мендичино, Этторе
Этторе Мендичино (итал. Ettore Mendicino; 11 февраля 1990, Милан) — итальянский футболист, нападающий клуба «Монца».

## Спортивная карьера
Родился в Милане в семье уроженца Калабрии.
Мендичино начал свою карьеру в молодёжной команде «Лацио». Играя на позиции центрального форварда, он неоднократно назывался новым Лука Тони. Был переведён в основную команду в сезоне 2007/08, но на поле так и не вышел.
В начале сезона 2008/09 Мендичино играл за первую команду в предсезонных товарищеских матчах, забив гол «Ливерпулю» в Энфилде.
Его дебют состоялся 8 февраля 2009, он заменил травмированного Ледесму.
Отдан в аренду клубу «Кротоне» с целью набора опыта.
В 2010 году «Лацио» отдал Мендичино в аренду клубу «Асколи». Он дебютировал во время матча «Кубка Италии» в ответной игре 15 августа 2010 года против «Лумеззане», забив первый гол сразу после 6 минут. Его первая игра в серии B за «Асколи», 22 августа 2010 года, против «Гроссето» была окончена со счётом 0:0.
4 июля 2013 года перешёл на правах аренды в клуб «Салернитана».

## Международная карьера
25 марта 2009 года Мендичино дебютировал в составе сборной Италии в товарищеском матче против сборной Австрии.

## Достижения
- Победитель Средиземноморских игр: 2009